# Авторадіо (Білорусь)
«Авторадіо» (біл. Аўтарадыё) (105,1 Мінськ FM) — перша незалежна радіостанція в суверенній Білорусі. «Авторадіо» стало першою радіостанцією, яка почала мовлення після розпаду СРСР. Мовлення велося з Мінська на частоті 105,1 МГц з 7 серпня 1992 року по 12 січня 2011 року.

## Історія
З початку 1990-х років до 1 січня 1995 року «Авторадіо» мовило на частоті 67,7 УКХ OIRT. Мовлення «Авторадіо» в УКХ-діапазоні обумовлювалося єдиною на той момент доступністю даного частотного ресурсу як для мовників, так і для користувачів.. У 1995 році радіостанцію закрили. Повернення в ефір зайняло 4 роки. У 2001 році було запущено паралельне мовлення і на FM-частоті 105,1 МГц.
Радіостанція ротирована білоруську музику, зокрема такі гурти, як «N.R.M.», «Крамбамбуля», «Ляпис Трубецкой» та «Neuro Dubel», а також лідерів хіт-парадів «Тузін Гітоў». Відомими ведучими радіопередач були Олег Хоменко, Зьміцер Вайцюшкевіч, Маша Яр та інші.
У вересні 2009 року Міністерство інформації Республіки Білорусь винесло офіційне попередження «Авторадіо» за мовлення спільної з Європейським радіо для Білорусі передачі «EuroZoom».

### Припинення діяльності
О 12:40 12 січня 2011 року ліцензія «Авторадіо» на мовлення була анульована і радіостанція закрилася. Республіканська комісія з теле- і радіомовлення під керівництвом Олега Пролєсковського анулювала ліцензію «Авторадіо» за те, що радіостанція пустила в ефір агітаційну рекламу кандидатів Андрія Санникова та Володимира Некляєва, які виступали проти Олександра Лукашенка на президентських виборах 2010 року в Білорусії.
Журналіст Паўлюк Биковський констатував, що «Авторадіо» було позбавлено частот нібито за пропаганду екстремізму, хоча передвиборча реклама узгоджувалася з Центральною виборчою комісією. Суд першої інстанції підтримав позицію «Авторадіо», але пізніше справа була переглянута. За результатами перегляду Дмитро Александров, суддя Вищого господарського суду, який виніс рішення про закриття радіостанції, став суб'єктом санкцій Європейського Союзу як частина списку білоруських чиновників, відповідальних за політичні репресії, підтасовування результатів голосування і пропаганду.
Звільнена через позбавлення ліцензії частота «Авторадіо» 105,1 FM була віддана радіо «Столиця», і державна радіостанція почала на неї мовлення 15 квітня 2012 року.
Засновник і головний редактор «Авторадіо» Юрій Базан помер 24 вересня 2016 року.

## Оцінки
Музичний критик Дмитро Подберезький 2000 року називав радіостанцію найбільш улюбленою серед білоруських FM-станцій.

## В культурі
У 2011 році гурт «N.R.M.» презентував нову пісню «біл. Аўтарадыё» («укр. Авторадіо») в підтримку закритої радіостанції.